# Sexta Brigada de Fuerzas Especiales
Die Sexta Brigada de Fuerzas Especiales, 6a Brigada de Fuerzas Especiales oder 6a Brigada de FFEE mit dem Spitznamen Pachacútec, ist eine Brigade des Peruanischen Heeres. Sie wurde 2012 gegründet und hat ihren Sitz in Puno. Der Grund für die Gründung der Spezialeinheit war der Drogenschmuggel innerhalb Perus. Sie ist zurzeit Teil der III Division de Ejercito.
In der Region Madre de Dios geht die 6a Brigada de FFEE außerdem gegen illegalen Bergbau vor. Mangels einer Doktrin für die genannte Aufgabe mussten dafür eigene Taktiken entwickelt werden. Es konnte mit diesem Eingreifen des Militärs die Anzahl illegaler Goldminen reduziert werden.

## Organisation
Die Brigade bestand 2012 aus folgenden Einheiten:
- Kommando und Stab
- 6. Batallón Comando y Servicios SO1 EP Edgar García Villena (Kommando- und Servicebataillon)
- 613. Batallón de Fuerzas Especiales Capitán EP Ilich Montesinos Quiroz
- 623. Batallón de Fuerzas Especiales Teniente EP Gerardo Iturraran García
- 613. Batallón de Comandos Capitán EP Jenner Vidarte Campos
- 623. Batallón de Comandos Capitán EP Magno Pérez Sánchez
- 6. Escuadrón de Fuerzas Especiales Sargento EP Rolando Bendezu Rebata